# Mikas Vaitkevicius
Mikas Vaitkevicius   (Kaunas, 12 d'agost de 1931 - Vílnius, 11 de novembre de 2006) va ser un compositor, pedagog, director d'orquestra i un dels pioners de la música pop lituana moderna.

## Biografia
Va aprendre a tocar el piano en privat i va ensenyar ell mateix a tocar l'acordió. De 1946-1950, va estudiar a la  Politècnica de Kaunas, 1948-1951 A l'escola de música "Juozas Gruodis" de Kaunas, on va assistir a classes d'acordió i posteriorment de composició. Després de graduar-se a l'escola de música, va treballar com a professor d'acordió durant un any. De 1950 a 1958 fou enginyer tècnic de control de la fàbrica de teixits de llana de Kaunas "Drobė", també va dirigir col·lectius d'autoactivitat artística: cor, orquestra de varietats. Etre 1951-1952 Va estudiar composició amb el compositor Vytautas Klova. DE 1954-1957, al Conservatori LSSR, va estudiar composició amb el professor Antanas Račiūnas. Entre 1959-1965 va ser professor a l'Escola de música infantil de Vílnius, el 1965 Va fundar el primer departament de música lleugera a Lituània, la "Dvarion School of Music de Bali," que va dirigir fins al 2002. Entre 1975-1977  Va estudiar direcció d'orquestra a les facultats de Klaipėda del Conservatori LSSR. Des de 1995 va treballar com a professor a l'Escola de Música de Vílnius "Lyra", on va dirigir el departament de varietats. Va assolir la categoria de qualificació de professor expert.
Neda Malūnavičiūtė, Naglis Patamsis, Danutė Buklerevičiūtė-Strolienė, Meinardas Brazaitis, Marius Savickas, Beata Feldman, Haroldas Kuvinskas, el saxofonista Vytautas Labutis van fer les seves primeres actuacions escèniques amb el compositor.
Mikas Vaitkevičius, l'11 de novembre de 2006, cap a la 1 de a matinada, va morir en un accident de cotxe a la intersecció dels carrers Mindaugas i Naugardukas de Vílnius, tornant del concert jubilar "On sou, els meus alumnes?". Mikas Vaitkevičius, està enterrat al cementiri d'Antakalnis.

## Creació
Va crear més de 250 obres. Es tracta de peces instrumentals per a orquestres d'acordió, instrument de vent i acordionistes, cançons corals, cançons per a solistes, nens - "Blue Dew", "Lost Daisy", "Vilnius Roofs", "Youth" (Els llavis es divideixen del sol... ), "Llet", "Vals de la mare", "Vals dels records", "Band of Happiness", "La pomera i el rierol", "Què faria", "L'estiu d'en Bob", "Cançons i una cançó", "El regal més preuat", "La soledat", "Conte de fades".
Les darreres obres són els contes d'òpera per a nens "Pupa ir Seneliai" i "Les noces de l'aranya", Missa. En honor a Kazimierz, suite vocal per a solistes, cors i orquestra simfònica "Susiradom smuikos raktu" L'òpera va ser interpretada per primera vegada pels solistes, cors i orquestra de l'Escola de Música de Vílnius "Lyra" (directora Rolandas Aidukas). La seva darrera peça a gran escala -la suite vocal "Susiradom smuiko raktė" (de Ramutė Skučaitė) - va ser interpretada pels solistes de l'Escola de Música de Vílnius "Lyra" el 10 de novembre de 2006 al concert d'aniversari de l'autor de M. Vaitkevičius (professores Irena). Argustienė i Rolandas Aidukas), cors (directors: professor expert Rolandas Aidukas, líder professors Evaldas Steponavčius, Saulė Atminienė i Dalia Puišienė), Orquestra Simfònica de l'Escola de Música de la dècada de Vilnius Bali Dvarionas (director artístic i director Modestas Pitrėnas).
A la cerimònia de Bravo 2007, se li va lliurar un premi per la seva contribució a la música.
L'any 2008 es va celebrar a Vílnius el Festival de Música Vocal Infantil i Juvenil del Republicà Miko Vaitkevčias.